# NGC 7127
NGC 7127 (również OCL 219) – gromada otwarta znajdująca się w gwiazdozbiorze Łabędzia. Odkrył ją John Herschel 25 września 1829 roku. Jest położona w odległości ok. 4,7 tys. lat świetlnych od Słońca.